# Bleaker Island
Bleaker Island (en espagnol : Isla Maria) est l'une des îles Malouines (en anglais : .Falkland Islands), située au sud-est de Lafonia (la péninsule méridionale de la Malouine orientale).

## Administration
Les îles sont administrées par le Royaume-Uni dans le cadre du Territoire britannique d'outre-mer des îles Falkland. Elle est revendiquée par la République argentine, qui en fait une partie du Département des îles de l'Atlantique Sud dans la province de Terre de Feu, Antarctique et îles de l'Atlantique sud.

## Description

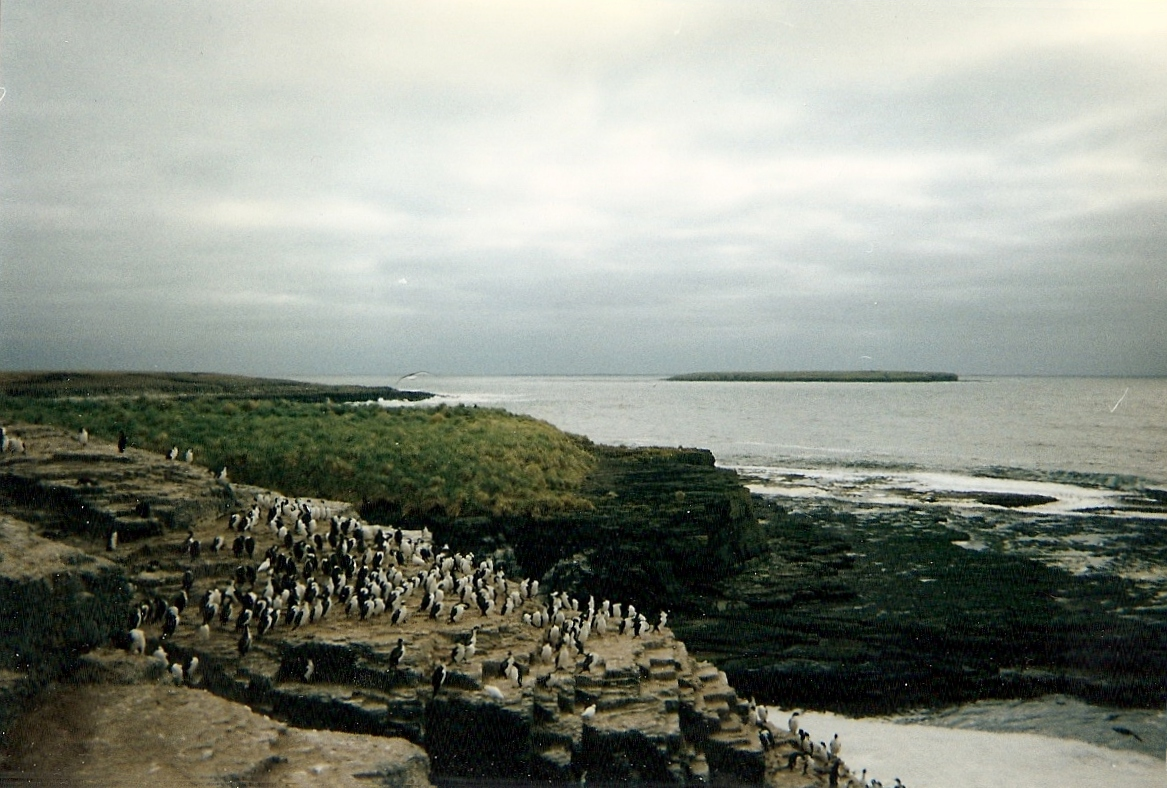
Le rocher aux cormorans sur Bleaker Island

Bleaker est une île étroite et basse de 19 km de long et la pointe sud de l'île est séparée de Lafonia par une mince étendue d'eau nommée "The Jump". L'île n'est pas plus large que 2,5 km à tout moment et se rétrécit en plusieurs minces bandes de terre à divers points sur sa longueur. Le point culminant est Semaphore Hill, à 27 m. Les rives ouest de Bleaker sont basses et bordées de plages de pierre peu profondes. La côte est de l'île est caractérisée par des falaises basses, entrecoupées de plages de sable et de galets et de ravins et est directement exposée à l'océan Atlantique. L'île possède plusieurs grands étangs et la plage la plus impressionnante est celle de 2 km de long « Sandy Bay ».

## Historique
Bleaker abrite une ferme ovine depuis plus de cent ans. L'île était gérée par Arthur Cobb, un agriculteur et naturaliste amateur bien connu localement, au début du XXe siècle qui a écrit un livre sur le sujet, contenant quarante-six de ses propres photographies en noir et blanc.
L'aspect bas de l'île a entraîné de nombreux naufrages au large de l'île aux XIXe et XXe siècles. Il y a eu cinq naufrages sur Bleaker au cours du premier quart du 20e siècle. Le plus célèbre d'entre eux était le grand voilier français "Cassard" qui a fait naufrage à la pointe sud de l'île transportant une cargaison de charbon en mai 1906.
L'île est toujours gérée en ferme ovine et bovine biologique par Mike et Phyll Rendell depuis 1999. Ils y ont construit un cottage indépendant, "Cobb's Cottage", et une maison en 2000 appelée "The Outlook", et en 2011, ils ont ajouté une nouvelle maison, appelée "Cassard House". Ils emploient un couple d'agriculteurs qui y vivent.

## Aire protégée

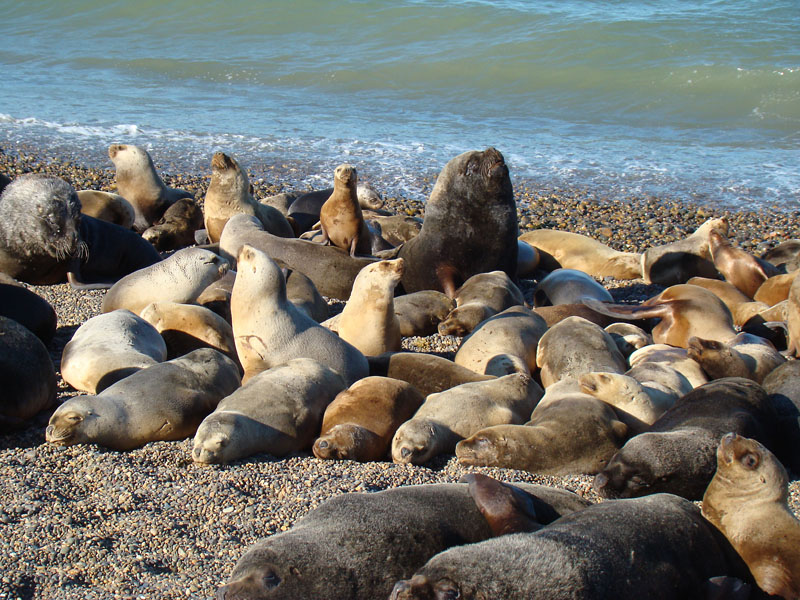
Otaries à crinière

La moitié nord de Bleaker est une réserve naturelle nationale créée en 1967. Au total, 79 espèces de plantes à fleurs y ont été identifiées. La flore comprend des orchidées, comme l'Ophrys jaune, la Dod Orchid, et le sabot de Vénus. Une étendue de plusieurs kilomètres de la côte est est végétalisée par des peuplements d'herbe tussac. L'île abrite une grande variété d'animaux sauvages, notamment l'otarie à crinière et l'éléphant de mer du sud.
Des rats bruns ont été accidentellement introduits sur ce groupe d'îlesîle dans les années 1980. Ils se sont maintenant répandus dans toute l'île. Le surpâturage était un problème, mais la réduction de la pression de pâturage contribue à la lente régénération des herbes tussac et des plantes à fleurs indigènes.
Le groupe d'îles de Bleaker a été identifié par BirdLife International comme une zone importante pour la conservation des oiseaux. Une enquête a identifié 49 espèces d'oiseaux sur les îles, dont 37 ont été confirmées comme s'y reproduisant. Les espèces nicheuses comprennent le gorfou sauteur, le manchot de Magellan et le manchot papou, le cormoran impérial et le cormoran de Magellan, de nombreuses espèces de petits oiseaux et plusieurs oiseaux de proie, dont le caracara austral et le caracara huppé.

## Galerie

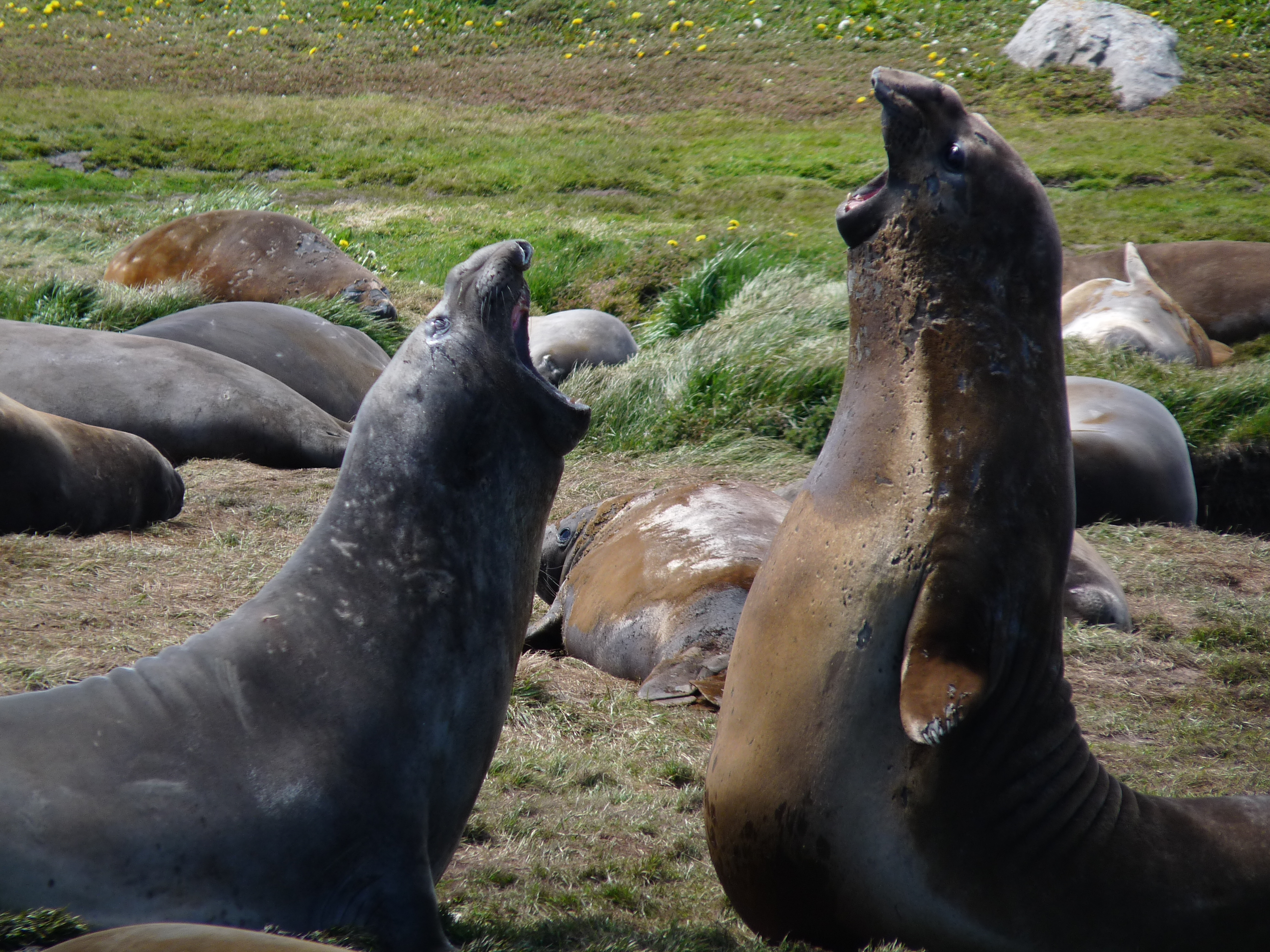
Eléphants de mer
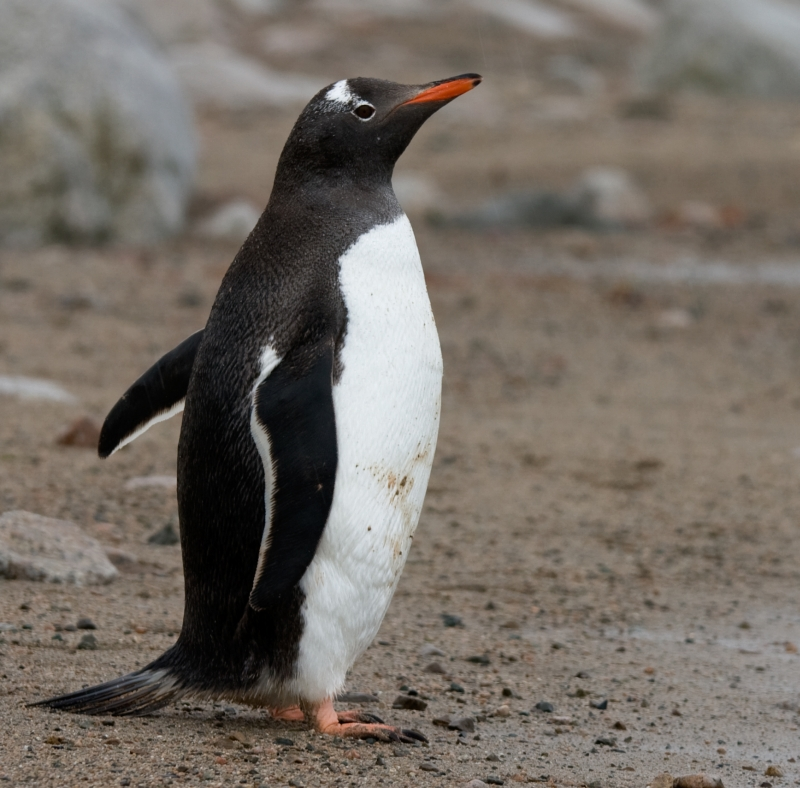
Manchot papou
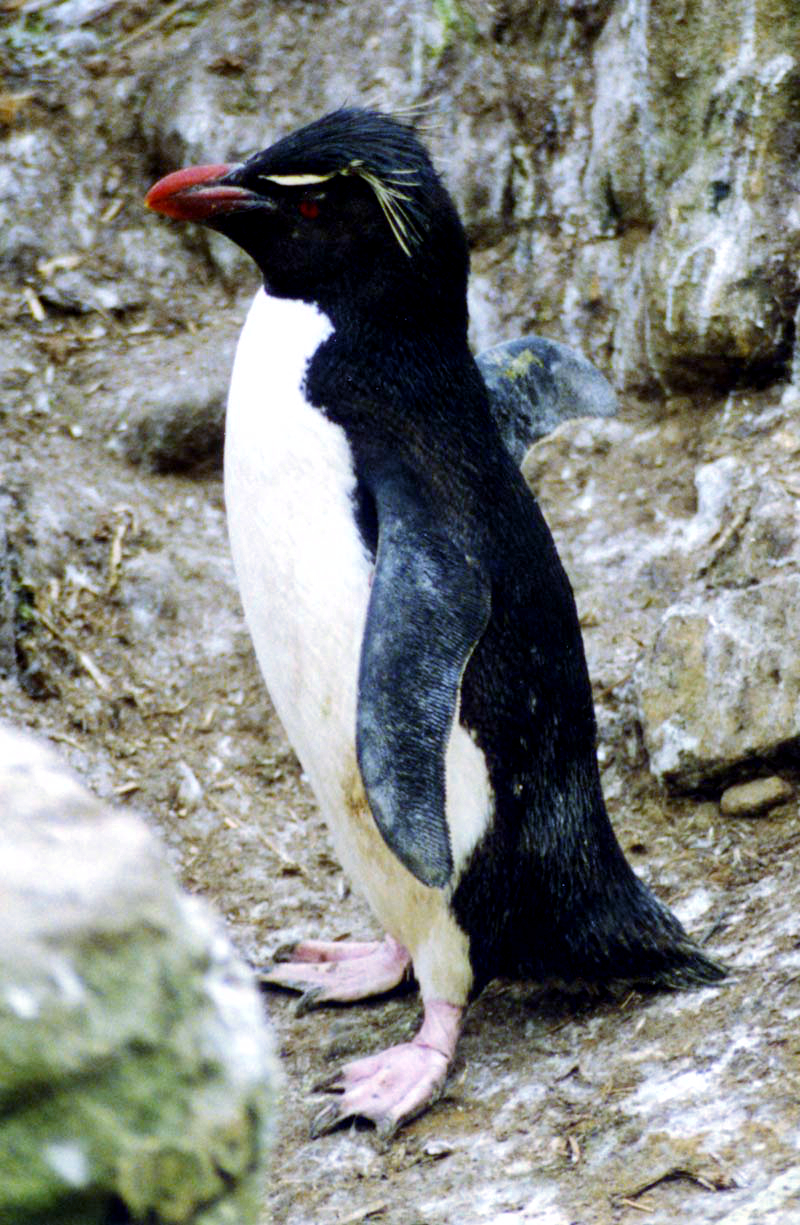
Gorfou sauteur
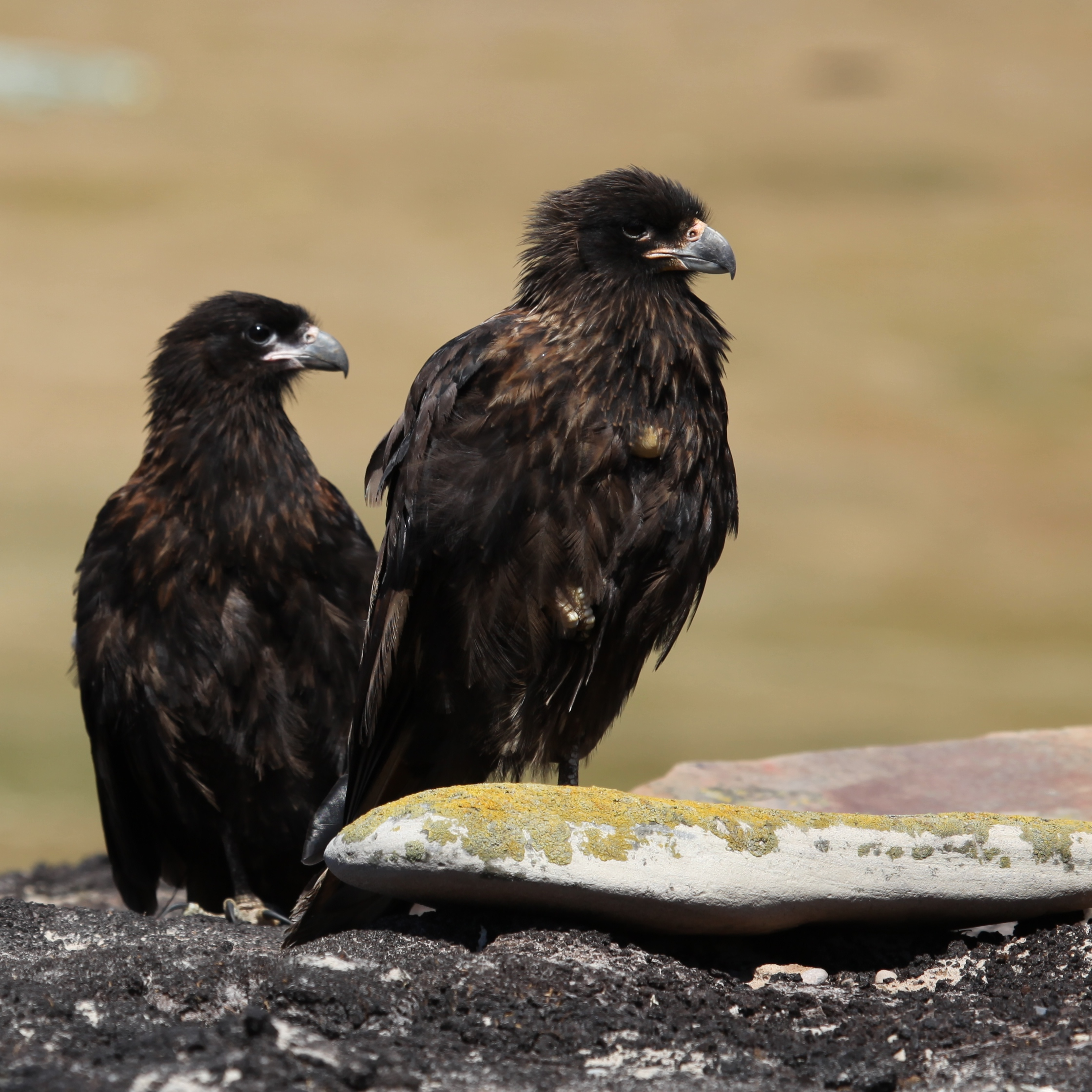
Caracara austral